# Поздняково (Барятинский район)
Поздняко́во — деревня в Барятинском районе Калужской области. Входит в состав сельского поселения «Село Сильковичи».

## География
Расположена в 10 км южнее районного центра Барятино, на берегу реки Ракитня. 

## История
В Списке населённых мест Калужской губернии за 1859 год упоминается как владельческая деревня Мосальского уезда по левую сторону от тракта из Мещовска в Шопотово, в которой насчитывалось 15 дворов.
После реформы 1861 года вошла в состав Милотичской волости.
До 2013 года деревня входила в состав ныне упразднённого сельского поселения «Деревня Перенежье».

## Население
| 1856 | 1896 | 1913 | 2002 | 2010 |
| ---- | ---- | ---- | ---- | ---- |
| 135  | ↗183 | ↗294 | ↘61  | ↘45  |

## Инфраструктура
Личное подсобное хозяйство.

## Транспорт
Деревня доступна автотранспортом.  Остановка общественного транспорта «Поздняково».
Примерно в 4 км к западу от деревни находится железнодорожная станция Шайковка.